# كارل إنجل (عازف بيانو)
كارل إنجل هو عازف بيانو سويسري، ولد في 1 يونيو 1923 في بيرسفيلدن في سويسرا، وتوفي في 2 سبتمبر 2006 في مونترو في سويسرا.

## وصلات خارجية
- كارل إنجل على موقع ميوزك برينز (الإنجليزية)
- كارل إنجل على موقع أول ميوزيك (الإنجليزية)
- كارل إنجل على موقع ديسكوغز (الإنجليزية)